# The battle of the Somme
The Battle of the Somme är en brittisk dokumentärfilm från 1916 filmad av Geoffrey Malins och John McDowell. Den skildrar Storbritanniens armé under upptakten och början av slaget vid Somme. Den täcker perioden 28 juni till 3 juli 1916. Filmen producerades av British topical committee for war films och var en del av War Offices propagandasatsningen under första världskriget.
Den premiärvisades för en utvald publik den 10 augusti 1916 och gick upp på reguljära biografer den 21 augusti 1916. Den blev en stor publiksuccé och uppskattas ha sålt omkring 20 miljoner biljetter bara under de första sex veckorna. Den restaurerades 2006 av Imperial War Museum.